# Anthrax murina
Anthrax murina är en tvåvingeart som först beskrevs av Philippi 1865.  Anthrax murina ingår i släktet Anthrax och familjen svävflugor. Inga underarter finns listade i Catalogue of Life.